# Taggetjärnet
Taggetjärnet är en sjö i Bengtsfors kommun i Dalsland och ingår i Göta älvs huvudavrinningsområde. Sjön har en area på 0,0833 kvadratkilometer och ligger 133,1 meter över havet.

## Delavrinningsområde
Taggetjärnet ingår i det delavrinningsområde (654587-130080) som SMHI kallar för Mynnar i Laxsjön. Medelhöjden är 153 meter över havet och ytan är 3,84 kvadratkilometer. Det finns inga avrinningsområden uppströms utan avrinningsområdet är högsta punkten. Vattendraget som avvattnar avrinningsområdet har biflödesordning 3, vilket innebär att vattnet flödar genom totalt 3 vattendrag innan det når havet efter 193 kilometer. Avrinningsområdet består mestadels av skog (92 procent). Avrinningsområdet har 0,21 kvadratkilometer vattenytor vilket ger det en sjöprocent på 5,5 procent.